# Jupiler League 2008/2009
Sezóna 2008-2009 Jupiler League byla stošestou sezónou nejvyšší belgické fotbalové divize. Začala 16. srpna 2008 a skončila 16. května 2009.
Ligy se zúčastnilo celkem 18 celků, soutěž se hrála způsobem každý s každým doma-venku (celkem tedy 34 kol). Jelikož kluby RSC Anderlecht a Standard Lutych dosáhly stejného počtu bodů po odehrání všech kol (byť měl Anderlecht lepší skóre), následoval dodatečný dvojzápas, ze kterého vzešel vítězně Lutych.
Poslední dva celky sestoupily přímo do druhé divize, týmy z 15. a 16. místa musely sehrát baráž o udržení v lize z důvodu snížení počtu účastníků na 16 pro příští sezónu.

## Tabulka
| Poř. | Tým                | Z  | V  | R  | P  | VG | OG | B  |
| ---- | ------------------ | -- | -- | -- | -- | -- | -- | -- |
| 1.   | Standard Lutych    | 34 | 24 | 5  | 5  | 66 | 26 | 77 |
| 2.   | RSC Anderlecht     | 34 | 24 | 5  | 5  | 75 | 30 | 77 |
| 3.   | FC Bruges          | 34 | 18 | 5  | 11 | 59 | 50 | 59 |
| 4.   | KAA Gent           | 34 | 17 | 8  | 9  | 67 | 42 | 59 |
| 5.   | SV Zulte-Waregem   | 34 | 16 | 7  | 11 | 55 | 36 | 55 |
| 6.   | KVC Westerlo       | 34 | 15 | 7  | 12 | 42 | 38 | 52 |
| 7.   | KSC Lokeren        | 34 | 13 | 12 | 9  | 40 | 32 | 51 |
| 8.   | KRC Genk           | 34 | 15 | 5  | 14 | 48 | 51 | 50 |
| 9.   | Cercle Bruges      | 34 | 14 | 5  | 15 | 48 | 53 | 47 |
| 10.  | KV Mechelen        | 34 | 12 | 10 | 12 | 46 | 52 | 46 |
| 11.  | Excelsior Mouscron | 34 | 12 | 8  | 14 | 42 | 49 | 44 |
| 12.  | Royal Charleroi SC | 34 | 12 | 7  | 15 | 43 | 48 | 43 |
| 13.  | KFC Germinal B. A. | 34 | 11 | 9  | 14 | 44 | 42 | 42 |
| 14.  | KV Courtrai        | 34 | 9  | 11 | 14 | 37 | 55 | 38 |
| 15.  | FCV Dender EH      | 34 | 9  | 8  | 17 | 44 | 58 | 35 |
| 16.  | KSV Roulers        | 34 | 8  | 6  | 20 | 33 | 59 | 30 |
| 17.  | AFC Tubize         | 34 | 7  | 6  | 21 | 35 | 77 | 27 |
| 18.  | RAEC Mons          | 34 | 3  | 10 | 21 | 31 | 57 | 19 |

Poznámky:
- O pořadí na prvním a druhé místě rozhodl dodatečný dvojzápas (viz níže)
- Genk si účast v Evropské lize zajistil díky vítězství v národním poháru

|  | Liga mistrů 2009/10 – Skupinová fáze                                   |
|  | Liga mistrů 2009/10 – Třetí předkolo pro týmy, které nejsou mistry lig |
|  | Evropská liga UEFA 2009/10 – Čtvrté předkolo                           |
|  | Evropská liga UEFA 2009/10 – Třetí předkolo                            |
|  | Evropská liga UEFA 2009/10 – Druhé předkolo                            |
|  | Baráž                                                                  |
|  | Sestup do 2. divize                                                    |

## Dodatečný dvojzápas o mistra ligy
| 21. května 2009 20:30 CEST |       |                 |                                                                          |
| RSC Anderlecht             | 1 – 1 | Standard Lutych | Constant Vanden Stock Stadium, Brusel-Anderlecht rozhodčí: Johan Verbist |
| Legear 52'                 |       | Mbokani 60'     | Constant Vanden Stock Stadium, Brusel-Anderlecht rozhodčí: Johan Verbist |

| 24. května 2009 20:30 CEST |       |                |                                                   |
| Standard Lutych            | 1 – 0 | RSC Anderlecht | Stade de Sclessin, Lutych rozhodčí: Paul Allaerts |
| Witsel 40'                 |       |                | Stade de Sclessin, Lutych rozhodčí: Paul Allaerts |

## Baráž
Vítěz druhé divize, kterým se stal Saint-Trond VV, postoupil přímo do Jupiler League 2009-2010. Kluby z druhého a čtvrtého, respektive třetího a pátého místa druhé divize se nejprve utkaly mezi sebou ve dvojzápase. Vítězové dvojzápasu postoupili do čtyřčlenné skupiny, kterou dále utvořily celky z 15. a 16. místa první divize, tj. KSV Roulers a FCV Dender EH. V té sehrál zápas každý s každým doma a venku (celkem 6 kol).

### Vyřazovací fáze
| 9.5.  | Sint-Niklaas | KV Red Star Waasland (4.) – Lierse SK (2.) | 1:1 |
| 16.5. | Lierse       | Lierse SK (2.) – KV Red Star Waasland (4.) | 3:2 |

| 9.5.  | Tournai  | RFC Tournai (5.) – Royal Antwerp FC (3.) | 0:0 |
| 16.5. | Antverpy | Royal Antwerp FC (3.) – RFC Tournai (5.) | 2:0 |

### Skupinová fáze
| Poř. | Tým              | Z | V | R | P | VG | OG | B  |
| ---- | ---------------- | - | - | - | - | -- | -- | -- |
| 1.   | KSV Roulers      | 6 | 4 | 1 | 1 | 13 | 7  | 13 |
| 2.   | FCV Dender EH    | 6 | 2 | 2 | 2 | 8  | 7  | 8  |
| 3.   | Lierse SK        | 6 | 1 | 3 | 2 | 5  | 7  | 6  |
| 4.   | Royal Antwerp FC | 6 | 1 | 2 | 3 | 6  | 11 | 5  |

Ligovou příslušnost pro nadcházející sezónu udržel klub KSV Roulers.